# Lidl-Trek/2024
Deze pagina geeft een overzicht van de UCI World Tour wielerploeg Lidl-Trek in 2024.

## Algemeen
Sponsors: Trek, Lidl
Algemeen Manager: Luca Guercilena
Teammanager: Steven de Jongh
Ploegleiders: Kim Andersen, Sebastian Andersen, Adriano Baffi, Jeroen Blijlevens, Markel Irizar, Maxime Monfort, Michael Schär, Gregory Rast, Ina-Yoko Teutenberg, Jaroslav Popovytsj, Paolo Slongo, Xabier Zabalo
Fietsen: Trek

## Renners
| Naam                     | Geboortedatum | Nationaliteit       | Ploeg 2023            |
| ------------------------ | ------------- | ------------------- | --------------------- |
| Andrea Bagioli           | 23-03-1999    | Italië              | Soudal-Quick Step     |
| Julien Bernard           | 17-03-1992    | Frankrijk           |                       |
| Dario Cataldo            | 17-03-1985    | Italië              |                       |
| Giulio Ciccone           | 20-12-1994    | Italië              |                       |
| Simone Consonni          | 12-09-1994    | Italië              | Cofidis               |
| Tim Declercq             | 21-03-1989    | België              | Soudal-Quick Step     |
| Fabio Felline            | 29-03-1990    | Italië              | Astana Qazaqstan Team |
| Tao Geoghegan Hart       | 30-03-1995    | Verenigd Koninkrijk | INEOS Grenadiers      |
| Amanuel Gebreigzabhier   | 17-08-1994    | Eritrea             | [ 1 ]                 |
| Ryan Gibbons             | 13-08-1994    | Zuid-Afrika         | UAE Team Emirates     |
| Daan Hoole               | 22-02-1999    | Nederland           |                       |
| Alex Kirsch              | 12-06-1992    | Luxemburg           |                       |
| Patrick Konrad           | 13-10-1991    | Oostenrijk          | BORA-hansgrohe        |
| Juan Pedro López         | 31-07-1997    | Spanje              |                       |
| Jonathan Milan           | 1-10-2000     | Italië              | Bahrain-Victorious    |
| Bauke Mollema            | 26-11-1986    | Nederland           |                       |
| Jacopo Mosca             | 29-08-1993    | Italië              |                       |
| Thibau Nys               | 12-11-2002    | België              |                       |
| Sam Oomen                | 15-08-1995    | Nederland           | Jumbo-Visma           |
| Mads Pedersen            | 18-12-1995    | Denemarken          |                       |
| Quinn Simmons            | 08-05-2001    | Verenigde Staten    |                       |
| Mattias Skjelmose Jensen | 26-09-2000    | Denemarken          |                       |
| Toms Skujiņš             | 15-06-1991    | Letland             |                       |
| Jasper Stuyven           | 17-04-1992    | België              |                       |
| Natnael Tesfatsion       | 23-05-1999    | Eritrea             |                       |
| Edward Theuns            | 30-04-1991    | België              |                       |
| Mathias Vacek            | 12-06-2002    | Tsjechië            |                       |
| Otto Vergaerde           | 15-07-1994    | België              |                       |
| Carlos Verona            | 4-11-1992     | Spanje              | Movistar Team         |

### Stagiairs
Per 1 augustus 2024
| Naam        | Geboortedatum | Nationaliteit | Vorige ploeg         |
| ----------- | ------------- | ------------- | -------------------- |
| Pim Ronhaar | 20-07-2001    | Nederland     | Baloise - Trek Lions |

### Vertrokken
| Naam              | Geboortedatum | Nationaliteit | Ploeg 2024                |
| ----------------- | ------------- | ------------- | ------------------------- |
| Jon Aberasturi    | 28-03-1989    | Spanje        | Euskaltel-Euskadi         |
| Filippo Baroncini | 26-08-2000    | Italië        | UAE Team Emirates         |
| Marc Brustenga    | 04-11-1999    | Spanje        | Equipo Kern Pharma        |
| Kenny Elissonde   | 22-07-1991    | Frankrijk     | Cofidis                   |
| Tony Gallopin     | 24-05-1988    | Frankrijk     | Gestopt                   |
| Asbjørn Hellemose | 15-01-1999    | Denemarken    | SWATT club                |
| Markus Hoelgaard  | 04-10-1994    | Noorwegen     | Uno-X Mobility            |
| Emīls Liepiņš     | 29-10-1992    | Letland       | Team DSM-Firmenich PostNL |
| Antonio Tiberi    | 24-06-2001    | Italië        | Bahrain-Victorious        |
| Antwan Tolhoek    | 29-04-1994    | Nederland     | Sabgal-Anicolor           |

## Overwinningen
| Nationale kampioenschappen wielrennen Denemarken - tijdrit: Mattias Skjelmose Eritrea - tijdrit: Amanuel Gebreigzabhier Eritrea - wegrit: Natnael Tesfatsion Nederland - tijdrit: Daan Hoole Zuid-Afrika - Tijdrit: Ryan Gibbons Zuid-Afrika - Wegrit: Ryan Gibbons Ster van Bessèges 3e etappe: Mads Pedersen Eindklassement: Mads Pedersen Puntenklassement: Mads Pedersen Ronde van Valencia 3e etappe: Jonathan Milan Puntenklassement: Jonathan Milan Ronde van de Provence Proloog: Mads Pedersen 1e etappe: Mads Pedersen 2e etappe: Mads Pedersen Eindklassement: Mads Pedersen Puntenklassement: Mads Pedersen Ronde van de Verenigde Arabische Emiraten Ploegenklassement: *1) Tirreno-Adriatico 4e etappe: Jonathan Milan 7e etappe: Jonathan Milan Puntenklassement: Jonathan Milan | Parijs-Nice 6e etappe: Mattias Skjelmose Gent-Wevelgem Mads Pedersen Ronde van de Alpen 3e etappe: Juan Pedro López Eindklassement: Juan Pedro López Ronde van Romandië 2e etappe: Thibau Nys Ronde van Italië 4e etappe: Jonathan Milan 11e etappe: Jonathan Milan 13e etappe: Jonathan Milan Puntenklassement: Jonathan Milan Ronde van Hongarije 3e etappe: Thibau Nys 4e etappe: Thibau Nys Eindklassement: Thibau Nys Puntenklassement: Thibau Nys Bergklassement: Thibau Nys Ronde van Noorwegen 1e etappe: Thibau Nys Jongerenklassement: Mathias Vacek Critérium du Dauphiné 1e etappe: Mads Pedersen | Ronde van Zwitserland 3e etappe: Thibau Nys Jongerenklassement: Mattias Skjelmose Ronde van België Jongerenklassement: Mathias Vacek Ronde van Polen 1e etappe: Thibau Nys 3e etappe: Thibau Nys 6e etappe: Thibau Nys Ronde van Duitsland Proloog: Jonathan Milan 1e etappe: Jonathan Milan 2e etappe: Mads Pedersen 3e etappe: Jonathan Milan 4e etappe: Mads Pedersen Eindklassement: Mads Pedersen Puntenklassement: Jonathan Milan Renewi Tour 1e etappe: Jonathan Milan 3e etappe: Jonathan Milan Ronde van Spanje Jongerenklassement: Mattias Skjelmose Ronde van Luxemburg 2e etappe: Mads Pedersen |

*1) Ploeg Ronde van de Verenigde Arabische Emiraten: Cataldo, Consonni, Konrad, López, Mosca, Tesfatsion, Verona
Mannen: 2011 · 2012 · 2013 · 2014 · 2015 · 2016 · 2017 · 2018 · 2019 · 2020 · 2021 · 2022 · 2023 · 2024 · 2025
Vrouwen: 2019 · 2020 · 2021 · 2022 · 2023 · 2024 · 2025
Alpecin-Deceuninck · Arkéa-B&B Hotels · Astana Qazaqstan · Bahrain Victorious · BORA-hansgrohe · Cofidis · Decathlon AG2R La Mondiale · EF Education-EasyPost · Groupama-FDJ · INEOS Grenadiers · Intermarché-Wanty · Lidl-Trek · Movistar Team · Soudal Quick-Step · dsm-firmenich PostNL · Jayco AlUla · UAE Team Emirates · Visma-Lease a Bike